# Anton Josef Beck

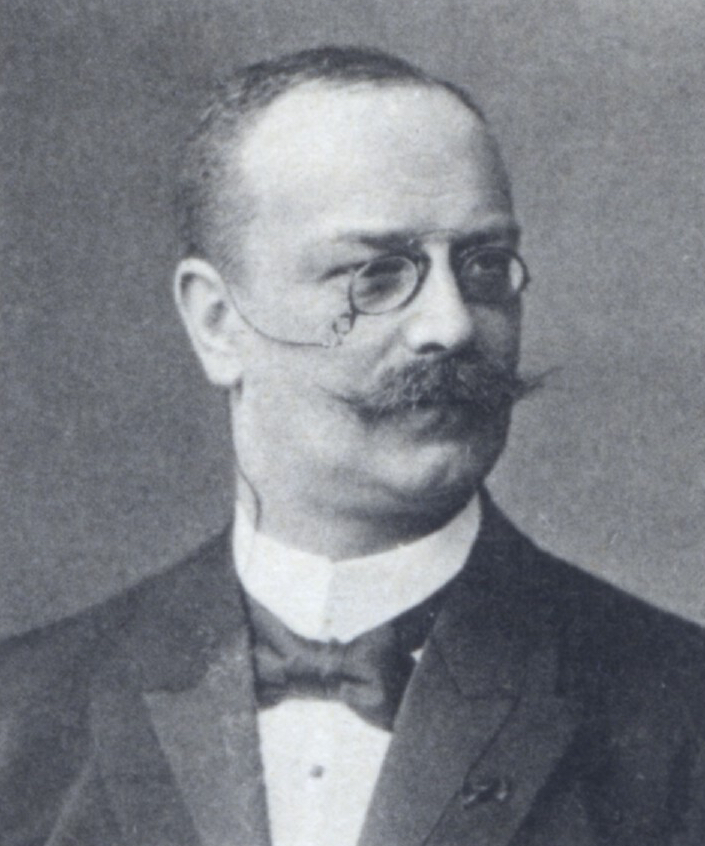
Anton Josef Beck als Reichstagsabgeordneter 1912

Anton Jakob Josef Eugen Beck (* 27. Januar 1857 in Karlsruhe; † 29. September 1922 ebenda) war ein seit 1881 im badischen Staatsdienst stehender Jurist und war 1898 bis 1914 Mitglied des Reichstags.

## Familie
Anton Josef Beck war der Sohn von Anton Beck (* 11. Januar 1805 in Oberwinden; † 2. Dezember 1876 in Karlsruhe), Regierungsrat bei der Regierung des Mittelrheinkreises, und der Maria Klara geborene Ulrich. Er war seit dem 20. Juli 1885 verheiratet mit Elise geborene Conradt (* 17. Juli 1861), Tochter des Schiffwirts Christian Friedrich Conradt († 1874 in Pforzheim) und der Emma geborene Hutmacher. Aus dieser Ehe entstammen vier Kinder: Walter (* 12. August 1886 in Mosbach), späterer Dr.-Ing. und Regierungsbaumeister, Maria (* 28. November 1889 in Lörrach), Heinz (* 23. Oktober 1891 in Karlsruhe; † 1916) und Kurt (* 1891; † 1892). Beck war katholischer Konfession.

## Leben
Beck studierte nach dem 1876 am Gymnasium Karlsruhe abgelegten Abitur ab dem Wintersemester 1876/77 Rechtswissenschaften an der Universität Freiburg und ab dem Wintersemester 1879/80 an der Universität Heidelberg, wo er sein Examen ablegte. Während seines Studiums wurde er 1876 Mitglied der Freiburger Burschenschaft Alemannia. Ab dem 1. Dezember 1881 wurde er Rechtspraktikant und Volontär beim Amtsgericht Karlsruhe und danach beim Amtsgericht St. Blasien. Am 4. Februar 1882 wurde er Aktuar beim Amtsgericht Karlsruhe und ab dem 5. Dezember 1882 Sekretär beim Landgericht Karlsruhe. Nach weiteren Stationen beim Oberlandesgericht Karlsruhe, beim Bezirksamt Durlach und beim Bezirksamt Tauberbischofsheim, wurde er am 30. September 1884 Dienstverweser beim Bezirksamt Schönau und danach beim Bezirksamt Freiburg. Am 3. November 1884 erfolgte sein Dienstantritt beim Ministerium der Justiz, des Kultus und Unterrichts.
Weitere Stationen seines beruflichen Werdegangs waren: 24. Oktober 1886 Amtsgehilfe beim Bezirksamt Mosbach, 1. Dezember 1888 Referent beim Bezirksamt Karlsruhe, 14. August 1889 Amtmann beim Bezirksamt Karlsruhe, 8. Oktober 1889 Amtmann beim Bezirksamt Lörrach, 14. Juni 1890 Amtmann beim Bezirksamt Karlsruhe und dort ab dem 1. September 1892 Oberamtmann und zweiter Beamter, 16. Januar 1894 Oberamtmann und Amtsvorstand beim Bezirksamt Eberbach, 17. Juli 1902 Oberamtmann und Amtsvorstand beim Bezirksamt Bruchsal, 28. April 1905 Ernennung zum Geheimen Rat, 21. März 1908 Amtsvorstand beim Bezirksamt Lahr und 1. September 1914 Ernennung zum Geheimen Oberregierungsrat.

## Nebentätigkeiten
Beck wurde 1894 Vorstand des landwirtschaftlichen Bezirksvereins in Eberbach, 1904 Vorsitzender des Aufsichtsrats am Landesgefängnis und der Weiberstrafanstalt in Bruchsal sowie 1914 Vorsitzender des Vorstands der Landesversicherungsanstalt Baden.

## Politische Betätigung
Von 1898 bis 1914 war Beck Abgeordneter des Reichstags für die Nationalliberale Partei im Wahlkreis 12 (Bezirksamt Heidelberg, Bezirksamt Eberbach und Bezirksamt Mosbach). Im Reichstag war er Referent für den Postetat.

## Auszeichnungen
- 1900 Ritterkreuz 1. Klasse des Zähringer Löwen-Ordens
- 1902 Badische Jubiläumsmedaille
- 1908 Preußischer Roter Adlerorden 3. Klasse
- 1912 Ritterkreuz 1. Klasse mit Eichenlaub des Zähringer Löwen-Ordens
- 1916 Badisches Kriegshilfekreuz